# Marek Hamšík
Marek Hamšík (Banská Bystrica, 27 de julho de 1987) é um ex-futebolista eslovaco que atuava como meio-campista.
Um dos maiores ídolos da história do Napoli, é o recordista de partidas do clube napolitano, com 520 jogos disputados. Além disso, Hamšík é o terceiro maior artilheiro da história dos Gli Azzurri, com 121 gols marcados, atrás apenas de Lorenzo Insigne e Dries Mertens.

## Carreira

### Slovan Bratislava
Embora Hamšík tenha nascido em Banská Bystrica, nunca jogou pela grande equipe da cidade, o Banská Bystrica. Ele então começou a jogar para a equipe juvenil do Jupie Podlavice. Em 2002 ele assinou com uma grande equipe eslovaca, o Slovan Bratislava.

### Brescia
Em 2004 Hamšík foi negociado junto ao Brescia, como um jovem talento de 17 anos de idade e uma taxa de transferência de apenas 500 mil euros. Seu primeiro jogo na Serie A pelo novo clube foi contra o Chievo, no dia 20 de março de 2005, aos 17 anos de idade e 237 dias. Ao final daquela temporada, o Brescia terminou em 19º lugar da Serie A e foi rebaixado à Serie B. Na temporada 2005–06 ele jogou 24 jogos pelo Brescia na Serie B, com o time terminando em 10º lugar. Ele fez uma temporada impressionante em 2006–07, marcando 10 gols em 40 partidas.

### Napoli

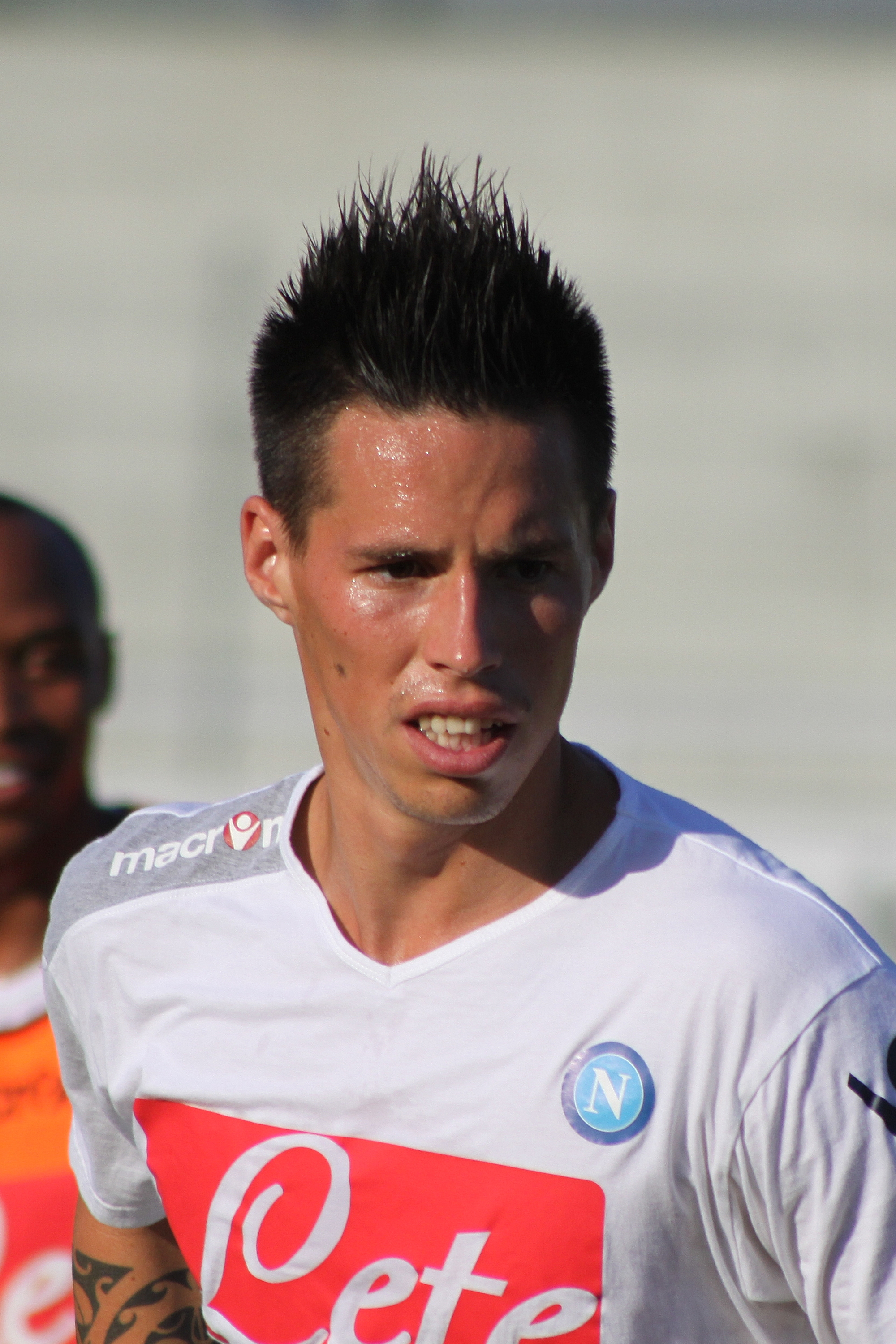
Hamšík pelo Napoli em 2009

No dia 28 de junho de 2007, Hamšík revelou ter assinado um contrato de cinco anos com o recém-promovido Napoli. A transferência custou 5,5 milhões de euros ao clube de Nápoles.
Ele jogou sua primeira partida pelo Napoli na vitória de 4–0 pela Serie A contra o Cesena, na primeira rodada do campeonato. Ele marcou seu primeiro gol pelo Napoli no dia 16 de setembro de 2007, na partida contra a Sampdoria.
É fã declarado do tcheco Pavel Nedvěd. Em 2007 ele foi eleito o segundo melhor jogador de futebol eslovaco, atrás apenas de Martin Škrtel. Também foi eleito o melhor jogador de futebol jovem eslovaco (Prêmio Peter Dubovský). Hamšík terminou a sua primeira temporada no Napoli como artilheiro do clube, com nove gols em 37 jogos. No início da temporada 2008–09, Hamšík marcou nos dois primeiros jogos do Napoli e marcou novamente nove gols em sua segunda temporada no clube, terminando como artilheiro do Napoli no segundo ano consecutivo. Ao final da temporada, foi premiado no Oscar del Calcio, vencendo a categoria de melhor jogador jovem na temporada. Na época, Marek foi o primeiro estrangeiro a receber este prêmio, mas veio a ser igualado por Alexandre Pato na temporada seguinte.

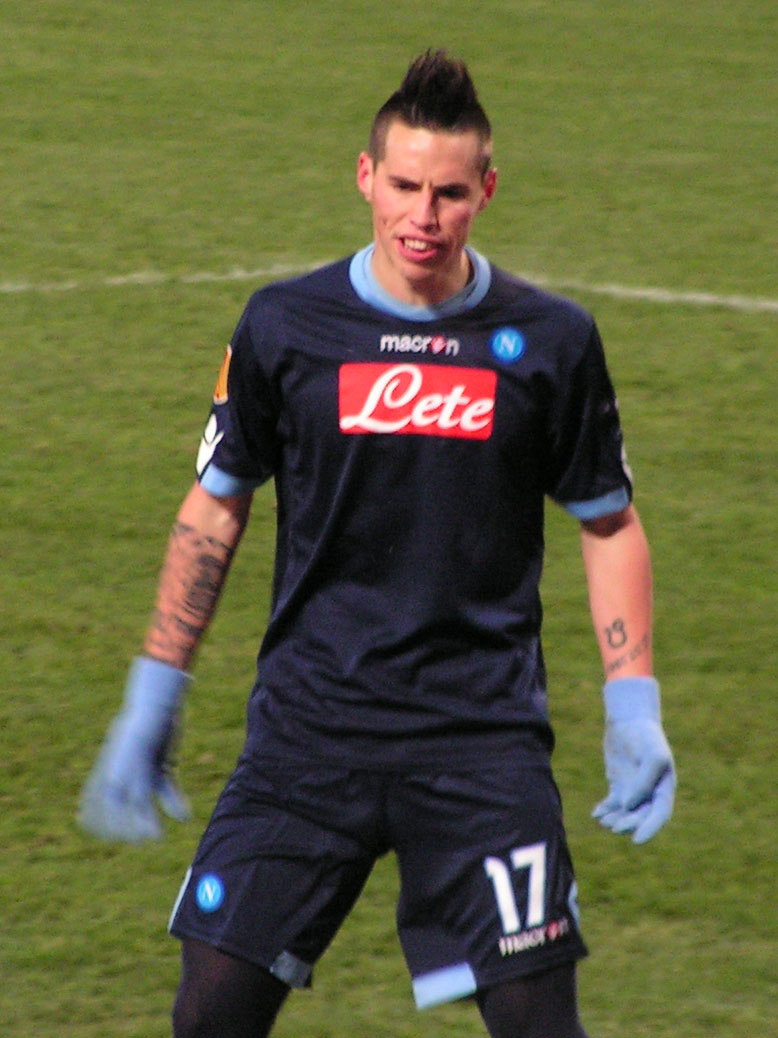
Hamšík atuando pelo Napoli em 2010

Foi indicado ao prêmio de melhor meio-campista da UEFA em 2009. Em 2009 ganhou o prêmio de melhor jogador de futebol eslovaco, feito que se repetiu no ano de 2010. Em março de 2010 usou pela primeira vez a braçadeira de capitão no Napoli, sendo o jogador mais jovem a usar a braçadeira na história do clube, com 22 anos e 239 dias, superando Antonio Juliano. Em 2009 foi citado pelo jornal Times da Grã-Bretanha como o 12º jogador mais promissor do mundo. Na temporada 2009–10, foi o artilheiro da equipe novamente. Hamšík foi artilheiro do clube por três temporadas consecutivas, perdendo apenas para Diego Maradona, que ostentou o título por quatro temporadas consecutivas. Formando um trio ofensivo com Ezequiel Lavezzi e Edinson Cavani, Hamšík reviveu tempos de glória do Napoli na temporada 2010–11. O meia teve grande contribuição, marcando 13 gols na temporada e levando novamente o Napoli à Liga dos Campeões da UEFA. Ampliou em março de 2010 seu contrato com o Napoli até junho de 2015, dando fim às frequentes especulações que o ligavam ao Real Madrid, ao Manchester City e ao Milan.
A temporada 2011–12 começou com um gol, em 10 de setembro de 2011 na partida em que o Napoli bateu o Cesena por 3–1, gol este que fez o eslovaco chegar a uma marca histórica, ao atingir a marca de 42 gols com a camisa napolitana na Serie A e, assim, entrou no "Top 10" dos maiores artilheiros da história do Napoli. Estreou na Liga dos Campeões da UEFA no empate em 1–1 com o Manchester City. Participou também da segunda partida, contra o Villarreal, jogo no qual ele marcou um gol na vitória por 2–0.
No dia 23 de dezembro de 2017, o eslovaco marcou o terceiro gol do Napoli na vitória por 3–2 sobre a Sampdoria, pela Serie A. Tornou-se assim, com 116 gols, o maior artilheiro da história do clube napolitano na época, superando Diego Maradona.
Após 12 anos de Napoli, Hamšík foi negociado com o Dalian Pro, mas marcou seu nome na história do clube de Nápoles, sendo o jogador com o maior número de partidas disputadas, com 520 jogos pelo clube.

### Dalian Pro
No dia 14 de fevereiro de 2019, o Napoli anunciou a venda de Hamšík ao Dalian Pro, da China.

### IFK Goteborg e Trabzonspor
Após uma breve passagem pelo IFK Goteborg, da Suécia, no dia 8 de junho de 2021 foi anunciado pelo Trabzonspor, da Turquia.

### Aposentadoria
Anunciou sua aposentadoria no dia 1 de junho de 2023, aos 35 anos. O jogador declarou que "tomar essa decisão não foi fácil, mas sua carreira no futebol foi uma aventura maravilhosa".

## Seleção Nacional

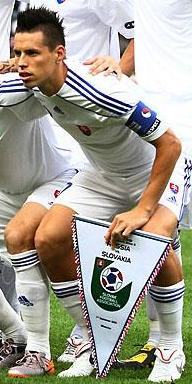
Hamšík pela Seleção Eslovaca em 2010

Realizou sua estreia pela Eslováquia no dia 7 de fevereiro de 2007, num amistoso contra a Polônia que terminou empatado em 2–2. O jogador jogou sua segunda partida contra a Alemanha nas Eliminatórias da Euro 2008, mas não conseguiu impedir a derrota por 2–1. Hamšík tornou-se fundamental para o meio-campo da Seleção, geralmente jogando aberto pela esquerda ou centralizado como um camisa 10.
Considerado pelos críticos o melhor jogador da história de seu país, Marek foi titular e capitão da sua Seleção na Copa do Mundo FIFA de 2010, realizada na África do Sul, na qual ajudou a Eslováquia a vencer a Itália por 3–2, empatar com a Nova Zelândia em 1–1 e perder para o Paraguai na primeira fase. Classificada e deixando a poderosa Itália de fora, os eslovacos perderam por 2–1 e foram eliminados nas oitavas de final para a Holanda, Seleção que viria a se tornar vice-campeã.

## Estatísticas
Atualizadas até 26 de fevereiro de 2018

### Clubes
| Clube             | Temporada         | Liga  | Liga | Copa nacional | Copa nacional | Competições continentais | Competições continentais | Total | Total |
| Clube             | Temporada         | Jogos | Gols | Jogos         | Gols          | Jogos                    | Gols                     | Jogos | Gols  |
| ----------------- | ----------------- | ----- | ---- | ------------- | ------------- | ------------------------ | ------------------------ | ----- | ----- |
| Slovan Bratislava | 2003–04           | 6     | 1    | -             | -             | -                        | -                        | 6     | 1     |
| Slovan Bratislava | Total             | 6     | 1    | -             | -             | -                        | -                        | 6     | 1     |
| Brescia           | 2004–05           | 1     | 0    | 0             | 0             | -                        | -                        | 1     | 0     |
| Brescia           | 2005–06           | 24    | 0    | 4             | 1             | -                        | -                        | 28    | 1     |
| Brescia           | 2006–07           | 40    | 10   | 5             | 1             | -                        | -                        | 45    | 11    |
| Brescia           | Total             | 65    | 10   | 9             | 2             | -                        | -                        | 74    | 12    |
| Napoli            | 2007–08           | 37    | 9    | 3             | 1             | -                        | -                        | 40    | 10    |
| Napoli            | 2008–09           | 32    | 9    | 2             | 1             | 6                        | 2                        | 40    | 12    |
| Napoli            | 2009–10           | 37    | 12   | 2             | 0             | -                        | -                        | 39    | 12    |
| Napoli            | 2010–11           | 37    | 11   | 2             | 0             | 10                       | 2                        | 49    | 13    |
| Napoli            | 2011–12           | 37    | 9    | 5             | 1             | 8                        | 2                        | 50    | 12    |
| Napoli            | 2012–13           | 38    | 11   | 2             | 0             | 4                        | 0                        | 44    | 11    |
| Napoli            | 2013–14           | 28    | 7    | 5             | 0             | 8                        | 0                        | 41    | 7     |
| Napoli            | 2014–15           | 35    | 7    | 5             | 1             | 14                       | 5                        | 54    | 13    |
| Napoli            | 2015–16           | 38    | 6    | 2             | 0             | 6                        | 2                        | 46    | 8     |
| Napoli            | 2016–17           | 38    | 12   | 3             | 1             | 8                        | 2                        | 49    | 15    |
| Napoli            | 2017–18           | 26    | 6    | 1             | 0             | 10                       | 0                        | 29    | 6     |
| Napoli            | Total             | 383   | 99   | 32            | 5             | 74                       | 15                       | 489   | 119   |
| Total na carreira | Total na carreira | 454   | 110  | 41            | 7             | 74                       | 15                       | 569   | 132   |

### Gols pela Seleção[20]
| #   | Data                   | Local                                           | Adversário           | Placar | Resultado | Competição                               |
| --- | ---------------------- | ----------------------------------------------- | -------------------- | ------ | --------- | ---------------------------------------- |
| 1.  | 13 de outubro de 2007  | Štadión Zimný, Dubnica, Eslováquia              | San Marino           | 1 – 0  | 7–0       | Eliminatórias da UEFA Eurocopa 2008      |
| 2.  | 21 de novembro de 2007 | Stadio Olimpico, Serravalle, San Marino         | San Marino           | 3 – 0  | 5–0       | Eliminatórias da UEFA Eurocopa 2008      |
| 3.  | 6 de setembro de 2008  | Tehelné pole, Bratislava, Eslováquia            | Irlanda do Norte     | 2 – 0  | 2–1       | Eliminatórias da Copa do Mundo FIFA 2010 |
| 4.  | 19 de novembro de 2008 | Stadium Pod Dubňom, Žilina, Eslováquia          | Liechtenstein        | 1 – 0  | 4–0       | Amistoso                                 |
| 5.  | 19 de novembro de 2008 | Stadium Pod Dubňom, Žilina, Eslováquia          | Liechtenstein        | 2 – 0  | 4–0       | Amistoso                                 |
| 6.  | 10 de fevereiro 2009   | Tsirion Stadium, Limassol, Chipre               | Ucrânia              | 2 – 0  | 2–3       | Amistoso                                 |
| 7.  | 5 de setembro 2009     | Tehelné pole, Bratislava, Eslováquia            | República Tcheca     | 2 – 1  | 2–2       | Eliminatórias da Copa do Mundo FIFA 2010 |
| 8.  | 14 de novembro 2009    | Tehelné pole, Bratislava, Eslováquia            | Estados Unidos       | 1 – 0  | 1–0       | Amistoso                                 |
| 9.  | 15 de agosto de 2012   | TRE-FOR Park, Odense, Dinamarca                 | Dinamarca            | 2 – 1  | 3 – 1     | Amistoso                                 |
| 10. | 12 de outubro de 2012  | Štadión Pasienky, Bratislava, Eslováquia        | Letônia              | 1 – 0  | 2 – 1     | Eliminatórias da Copa do Mundo FIFA 2014 |
| 11. | 10 de setembro de 2013 | Štadión pod Dubňom, Žilina, Eslováquia          | Bósnia e Herzegovina | 1 – 0  | 1 – 2     | Eliminatórias da Copa do Mundo FIFA 2014 |
| 12. | 12 de outubro de 2014  | Borisov Arena, Barysaw, Bielorrússia            | Bielorrússia         | 1 – 0  | 3 – 1     | Eliminatórias da Eurocopa 2016           |
| 13. | 12 de outubro de 2014  | Borisov Arena, Barysaw, Bielorrússia            | Bielorrússia         | 2 – 1  | 3 – 1     | Eliminatórias da Eurocopa 2016           |
| 14  | 18 de novembro de 2014 | Štadión pod Dubňom, Žilina, Eslováquia          | Finlândia            | 2 – 0  | 2 – 1     | Amistoso                                 |
| 15. | 14 de junho de 2015    | Štadión pod Dubňom, Žilina, Eslováquia          | Macedônia do Norte   | 2 – 0  | 2 – 1     | Eliminatórias da Eurocopa 2016           |
| 16. | 12 de outubro de 2015  | Stade Josy Barthel, Route d'Arlon, Luxemburgo   | Luxemburgo           | 1 – 0  | 4 – 2     | Eliminatórias da Eurocopa 2016           |
| 17. | 12 de outubro de 2015  | Stade Josy Barthel, Route d'Arlon, Luxemburgo   | Luxemburgo           | 4 – 2  | 4 – 2     | Eliminatórias da Eurocopa 2016           |
| 18. | 29 de maio de 2016     | SGL Arena, Augsburgo, Alemanha                  | Alemanha             | 1 – 1  | 1 – 3     | Amistoso                                 |
| 19. | 15 de junho 2016       | Stade Pierre-Mauroy, Lille, França              | Rússia               | 2 – 0  | 2 – 1     | Eurocopa 2016                            |
| 20. | 11 de novembro de 2016 | Štadión Antona Malatinského, Trnava, Eslováquia | Lituânia             | 4 – 0  | 4 – 0     | Eliminatórias da Copa do Mundo FIFA 2018 |

## Títulos
Napoli
- Copa da Itália: 2011–12 e 2013–14
- Supercopa da Itália: 2014

Trabzonspor
- Süper Lig: 2021–22
- Supercopa da Turquia: 2022

### Prêmios individuais
- Oscar del Calcio: 2008
- Melhor jogador eslovaco do ano: 2009 e 2010
- Equipe do Ano da Serie A: 2010–11, 2015–16 e 2016–17
- 97º melhor jogador do ano de 2012 (The Guardian)[21]
- Líder de Assistências da Serie A: 2012–13 e 2014–15
- 82º melhor jogador do ano de 2016 (The Guardian)[22]

### Recordes
- Recordista de partidas com a camisa do Napoli: 520 jogos[12]
- Jogador com mais partidas pela Seleção Eslovaca: 126 jogos
- Maior artilheiro da Seleção Eslovaca: 26 gols